# La principessa Sapphire/La principessa Sapphire (strumentale)
La principessa Sapphire/La principessa Sapphire (strumentale)  è un singolo de I cavalieri di Silverland, pubblicato nel 1980. Il brano era la sigla dell'anime La principessa Zaffiro, scritto da Luigi Albertelli su musica di Corrado Castellari e arrangiamento di Vince Tempera. Il brano è interpretato da Silvio Pozzoli e Marco Ferradini. 
Sul CD del coro Le Mele Verdi del 2007 dal titolo Al tempo delle Mele Verdi è inciso il provino omonimo, interpretato da Corrado Castellari senza il testo di Luigi Albertelli e con un arrangiamento leggermente diverso. Il tondino riporta erroneamente il titolo della serie "Principessa Zaffiro" come "La principessa Sapphire". Sul lato B è incisa la versione strumentale.

## Edizioni
Entrambi i brani sono stati inseriti nella compilation Supersigle TV vol. 5 e in numerose raccolte.

## Tracce
Lato A
- La principessa Sapphire - (testo: Luigi Albertelli - musica: Corrado Castellari)

Lato B
- La principessa Sapphire (strumentale) - (musica: Corrado Castellari)